# Slowenische Mundarten
Die slowenische Sprache gehört zu den europäischen Sprachen mit der größten Mundartvielfalt. Es existieren Dutzende von slowenischen Mundarten, die sich – je nach sprachwissenschaftlichem Forschungsstand und genutzter Klassifikation – in Form mehrerer Dialektgruppen darstellen lassen. Neuere offizielle slowenische Veröffentlichungen sprechen von sieben Dialektgruppen mit etwa vierzig unterschiedlichen Dialekten.

Landkarte der slowenischen Dialekt-Gruppen

## Koroška Dialekte(slow.Koroški dialekti)
Der Kärntner Mundartenzweig des Slowenischen (Koroska-Dialektgruppe; slowenisch: Koroška narečna skupina) greift über die Grenzen von Slovenska Koroška hinaus. Er wird in den zweisprachigen Gebieten gesprochen, die bis 1918 zum Herzogtum Kärnten gehörten: von Kärntner Slowenen in Österreich, im slowenischen Kärnten, in den nordwestlichen Teilen der slowenischen Steiermark entlang des oberen Drautals und in den westlichsten Gebieten Oberkrains an der Grenze zu Italien gesprochen.
Diese Gruppe zeichnet sich unter anderem durch eine späte Denasalisierung von *ę und *ǫ, eine Diphthongisierung des langen Yat in einen geschlossenen Vokal und einen offenen Reflex des kurzen Yat, die Verlängerung alter akuter Silben und kurzer neoakuter Silben sowie ein E-ähnliches aus Reflex des langen *ə und ə-ähnlicher Reflex des kurzen *ə.
Die slowenischen Kärntner-Mundarten der Kärntner Slowenen lassen sich unterteilen in:
- Mežiško narečje
- Obirsko narečje (Ebriach-Dialekt in Österreich)
- Podjunsko narečje (Jauntalerisch/Jauntal-Dialekt in Österreich)
- Rožansko narečje (Rosentalerisch/Rosental-Dialekt in Österreich)
- Severnopohorsko-remšniško narečje
- Ziljsko narečje (Gailtalerisch/Gailtal-Dialekt in Österreich)

Jauntal-Dialekt
Jauntalerisch ist charakterisiert durch die reine Aussprache der Gaumenlaute, häufig nasale Behandlung des A-Vokals und durch das Vorsetzen eines š vor das Demonstrativpronomen (što, štu, šteka), nach diesen Merkmalen werden die Bewohner dieser Gebiete auch Štekarji genannt. Als Untergruppe des Jauntalerischen kann man die Obirmundart sehen, die unter Einfluss des Oberkrainerischen steht.
Rosentalerisch
Rosentalerisch ist gekennzeichnet durch den häufigen Gebrauch des Halbvokals, eine weit reichende Vertauschung des E-Lauts und eine konsequent durchgeführte Assimilation des dem L vorangehenden Vokals in Endsilben. Weiters wird das K zwischen Vokalen als Knacklaut und am Wortanfang und Silbenende als Null-Laut ausgesprochen.
Gailtalerisch
Der Gailtaler Dialekt (slowenisch: ziljsko narečje, ziljščina) ist der westlichste slowenische Dialekt der Kärntner Dialektgruppe und wird in Teilen Südkärntens in Österreich, im nordöstlichsten Teil der Provinz Udine (Italien) und in der nordöstlichen Oberkrain gesprochen.
Die Mundart hat einen Tonhöhenakzent, eine Reduzierung der Vokale auf ə in präakzentueller Position, die Entwicklung von offenem e und o > a in postakzentueller Position, Verkürzung langer Vokale in geschlossenen Silben, häufiges epenthetisches n, v > b vor e i r l, Pause als a Ergebnis der Eliminierung des Intervokalikums [w] (z. B. krava > kra „Kuh“), stimmhafter Obstruenten in der Endposition des Wortes und eines flektierten bedingten Hilfsmittels (besem, besi, be).Außerdem existiert hat eine Palatalisierung von k, g, h > č, ž, š vor den Vordervokalen und es fehlt der standardmäßige slowenische morphophonemische Wechsel zwischen [l] und [w]; zum Beispiel [piu̯], [piu̯a] anstelle von [piu̯], [pila] „trank“ (mask., fem.).
In den heute deutschsprachigen Gebieten lässt sich bis hinauf ins obere Mölltal der slawische Unterboden an Orts- und Flurnamen festmachen. Überdies haben sich die deutschen und die slowenischen Dialekte Kärntens durch die Jahrhunderte in Klang und Wortschatz gegenseitig beeinflusst.

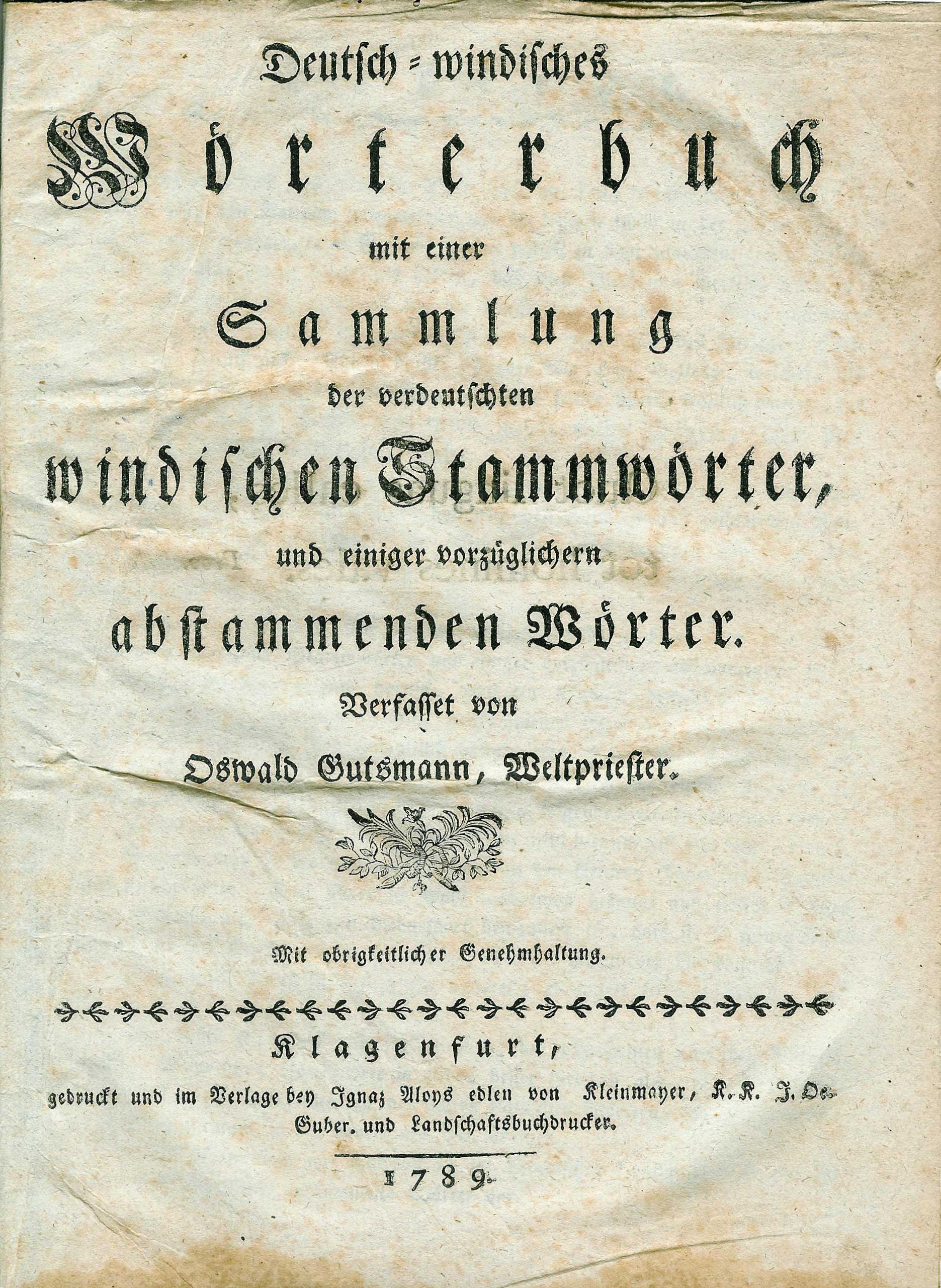
„Deutsch-windisches Wörterbuch“
Klagenfurt 1789

Windisch
→ Siehe auch: Windischentheorie
Die Bezeichnung Windisch (in Norddeutschland Wendisch) wurde im deutschsprachigen Raum ursprünglich für alle slawischen und insbesondere in Südösterreich als Bezeichnung der slowenischen Sprache verwendet. Als Sammelbegriff der in Kärnten gesprochenen slowenischen Dialekte wird er teilweise bis heute (vor allem von deutschnationalen Kreisen) benutzt. Da dieser Begriff jedoch historisch belastet ist, wird er von einem großen Teil der Kärntner Slowenen abgelehnt. In den Volkszählungen wird Windisch neben dem Slowenischen als eigene Sprachkategorie geführt.

## Küstenland-Dialekte(slow.Slovenski primorski dialekti)
Slowenische Primorska-Dialekte werden im größten Teil des slowenischen Küstengebiets (mit Ausnahme der Gegend um Tolmin und Cerkno, wo Rovte-Dialekte gesprochen werden), und im westlichen Teil der Innerkrain gesprochen; außerdem in den italienischen Provinzen Triest und Görz sowie in den Berggebieten des östlichen Friaul (Slavia friulana und Resia). Zu dieser Gruppe gehören sehr heterogene Dialekte. Unter anderem zeichnet es sich durch die Diphthongisierung von yat > *ie und *o > *uo aus, die ebenfalls vom südlichen Dialekt entlehnt wurden. Die westlichen Dialekte dieser Gruppe haben den Tonhöhenakzent beibehalten, während die anderen einen nichttonalen Betonungsakzent haben und einige nicht einmal zwischen langen und kurzen Vokalen unterscheiden.
Die slowenischsprachigen Mundarten der Primorska lassen sich unterteilen in:
- Briško narečje
- Čiško narečje
- Istrsko narečje
- Kraško narečje
- Nadiško narečje
- Notranjsko narečje
- Obsoško narečje
- Rezijansko narečje
- Tersko narečje

## Rovte-Dialekte(slow.Rovtarski dialekti)
Die Rovte-Dialektgruppe (Rovtarska narečna skupina) wird in den Berggebieten West-Zentralsloweniens an der Grenze zwischen dem slowenischen Küstengebiet, Oberkrain und Innerkrain, im Dreieck zwischen Tolmin, Škofja Loka und Vrhnika, gesprochen.
Diese Gruppe zeichnet sich unter anderem durch die Verkürzung der langen Diphthongale *ie und *uo und die allgemeine Entwicklung von *g zu [ɣ] aus.
Die Rovte-Dialekte lassen sich unterteilen in:
- Cerkljansko narečje
- Črnovrško narečje
- Horjulsko narečje
- Poljansko narečje
- Škofjeloško narečje
- Tolminsko narečje

## Oberkrainische Dialekte(slow.Gorenjski dialekti)
Die in der Oberkrain gesprochene Mundart gilt als ziemlich einheitlicher Dialekt, der in den meisten Regionen der Oberkrain inklusive Ljubljana gesprochen wird.
Ausnahmen sind nur die Ost-Gorenje-Sprache im Tuhinj-Tal und der Dialekt im Selzacher Tal im Südwesten der Oberkrain. Die Mundarten im Gebiet von Škofje Loka und Poljanska dolina gehört zur Rovtar-Dialektgruppe (Škofjelo-Dialekt, Poljana-Dialekt). Im äußersten Osten von Gorenjska gibt es auch das Medijski govor (Zagorje), das bereits zum Posavska-Dialekt gehört.
Neben anderen Merkmalen ist diese Gruppe mit einigen Ausnahmen durch monophthongal betonte Vokale, Verengung von *o und *e in der präakzentualen Position, Akanye (Reduktion von *o zu a) in der postakzentualen Position und eine starke Synkope aus. Es gibt eine teilweise Entwicklung von *g zu [ɣ], eine Beibehaltung des bilabialen *w und eine allgemeine Verhärtung von weichem *l’ und *ń.
Die Oberkrainischen Dialekte lassen sich unterteilen in:
- Gorenjsko narečje
- Selško narečje

## Unterkrainische Dialekte(slow.Dolenjski dialekti)
Die unterkrainische Dialektgruppe (dolenjska narečna skupina) wird die im größten Teil der Unterkrain und in der östlichen Hälfte von Innerkrain gesprochen wird. Unter anderem zeichnet sich diese Gruppe durch einen Tonhöhenakzent, eine ausgedehnte Diphthongisierung (ei̯, also ou̯), ein a-farbiges *ə, eine Verschiebung von *o > u und teilweises Akanye aus.
Die unterkrainischen Dialekte lassen sich unterteilen in:
- Dolenjsko narečje
- Južnobelokranjsko narečje
- Kostelsko narečje
- Mešana kočevska podnarečja
- Severnobelokranjsko narečje

## Štajerska-Dialekte (slow.Štajerski dialekti)
Diese Dialekte werden in der slowenischen Region Štajerska (die ehemals zum Kronland Steiermark gehörige Untersteiermark), im Unteren und Mittleren Savetal sowie in den zweisprachigen Ortschaften des österreichischen Bundeslandes Steiermark gesprochen, nicht jedoch in der westlichen Untersteiermark, wo das kärntnerische Slowenisch verbreitet ist. Charakteristisch ist das Vorhandensein des Lautes *ü, der in der slowenischen Standardsprache unbekannt ist, z. B. „krüh“ für „kruh“ (Brot). Wo in der slowenischen Hochsprache die Nachsilbe betont wird, wird im Dialekt meist der Stamm betont.
Die slowenischen Steirer-Dialekte lassen sich unterteilen in:
- Južnopohorsko narečje
- Kozjansko-bizeljsko narečje
- Posavsko narečje
- Srednjesavinjsko narečje
- Srednještajersko narečje
- Zgornjesavinjsko narečje

## Pannonische Dialekte(slow.Panonski dialekti)
Die pannonischen Mundarten werden die im Nordosten Sloweniens in den Landschaften Prekmurje, Prlekija und Windische Bühel gesprochen. Diese Gruppe ist unter anderem durch den Verlust des Tonhöhenakzents, nicht verlängerte kurze Silben und ein neues Akut auf kurzen Silben gekennzeichnet.
Die pannonischen Dialekte lassen sich unterteilen in:
- Haloško narečje, Haloščina (Haloze-Dialekt)
- Prekmurščina, Prekmursko narečje (Prekmurisch)
- Prleško narečje, Prleščina (Prlekija-Dialekt)
- Slovenskogoriško narečje, Slovenskogoriški dialekt (Slovenske Gorice-Dialekt)

## Klassifikation
Dialekte können auf zwei Arten klassifiziert werden. Am gebräuchlichsten ist die horizontale Unterteilung, die Dialekte nach ihrem heutigen Klang gruppiert. Weiterhin gibt es die vertikale Unterteilung, die die Mundarten nach ihrer Entwicklung klassifiziert. Die Gruppen von Dialekten in horizontaler Unterteilung werden „Dialektgruppen“ (slowenisch: narečne krupė oder narečne baze) und diejenigen in vertikaler Unterteilung werden „Dialektbasen“ (slowenisch: narečne ploskve) genannt.
Die Dialekte können auch mehrere Subdialekte haben (slowenisch: podnarečja) und werden weiter in Mikrodialekte (slowenisch: govori, wörtl. Reden) unterteilt.
Die heute verwendete horizontale Unterteilung ist eine verfeinerte Version der von Fran Ramovš im Jahr 1935 vorgeschlagenen Unterteilung. Er gruppierte die Dialekte nach dem allgemeinen Klang und Gefühl des Dialekts, da viele Slowenen die Dialekte vor der eigentlichen Forschung auf ähnliche Weise unterteilten.
Er gruppierte die Dialekte in acht verschiedene Gruppen: die Kärntner Dialekte, Küstendialekte, Rovte, Oberkrain, Unterkrain, Steirisch, Pannonisch und gemischte Kočevje-Dialekte, die er nicht einmal erforschte. Laut der nun offiziellen Tabelle besteht die einzige Änderung in der Aufnahme gemischter Kočevje-Dialekte in die Unterkrain-Gruppe.